# Plan de Estabilización de 1959

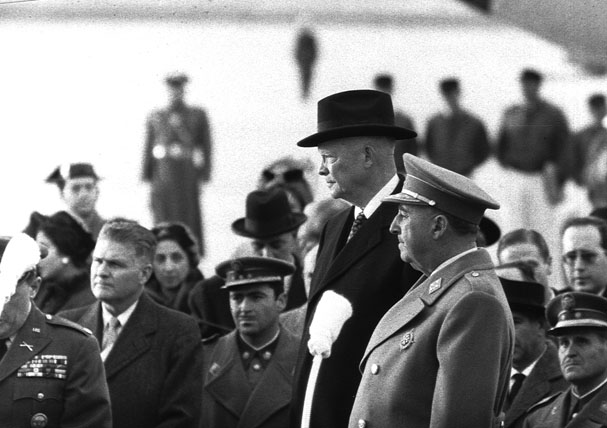
La visita del presidente estadounidense Dwight Eisenhower a España en 1959 es considerada el símbolo del fin del aislamiento internacional de la Dictadura franquista.

El Plan de Estabilización de 1959 o Plan Nacional de Estabilización Económica fue un conjunto de medidas económicas aprobadas por el Gobierno de España en 1959. El objetivo del plan fue la estabilización y liberalización de la economía española. Supuso la ruptura con la política de autarquía del franquismo y posibilitó el inicio de una época de crecimiento económico en el país durante los años sesenta.

## Situación económica previa: la autarquía
Desde el final de la Guerra Civil, en 1939, el gobierno español había seguido una política económica basada en la autarquía; como consecuencia de esa política, en 1959 España era, junto con Portugal, el país más pobre de Europa occidental, a pesar de un ligero avance en la producción que se vivió desde 1950, amparado por las incipientes ayudas estadounidenses.
Los problemas y desequilibrios que aquejaban a la economía española eran variados y de gravedad:
- Incremento del coste de la vida que llegó hasta el 15% en 1956 y ante el que el gobierno había reaccionado con un aumento importante de los salarios que no hizo sino agravar la situación.
- Aumento de la deuda pública.
- Déficit comercial muy elevado de la balanza de pagos y una consiguiente reducción de divisas hasta mínimos históricos. El Gobierno español comprobó que, a 31 de diciembre de 1958, sus reservas exteriores sólo suponían 45,4 millones de dólares, cifra inferior a la deuda exterior a corto plazo.[2] De igual manera existían licencias de importación por un valor de 200 millones de dólares, que de no tomar medidas, ponía en peligro la recepción de productos vitales.[3]

## Antecedentes directos (1957-1958)
En febrero de 1957 se produce un cambio de gobierno amparado por Carrero Blanco, que supuso una pérdida de influencia de los sectores más nacionalistas del Régimen en los puestos claves de la Administración y la entrada de un grupo de ministros, compuesto por Alberto Ullastres (Comercio), Mariano Navarro Rubio (Hacienda) y de López Rodó como jefe de la Secretaría General Técnica de la Subsecretaría de la Presidencia de quien dependía la Oficina de Coordinación y Programación Económica; todos ellos tenían en común su orientación católica, su pertenencia al Opus Dei y su buena preparación intelectual en el campo económico. Estos nuevos ministros tomaron pronto conciencia de lo insostenible que era la situación económica, y empezaron a poner un poco de orden en la política económica y comenzaron a romper con la política autárquica franquista dominante hasta entonces.
Los principales grupos de medidas que se adoptaron fueron:
- Unificación de los múltiples tipos de cambio existentes y fijación del cambio en 42 ptas./$.
- Elevación de los tipos aplicados por el Banco de España y fijación de límites cuantitativos al redescuento de los bancos en el Banco de España. También en diciembre de 1958, se eliminó la pignoración automática de la deuda pública, medida fundamental para poder desarrollar una política monetaria activa.
- Medidas de control y reducción del gasto público y elevación de los ingresos del Estado.
- Se propició la entrada de España en el Fondo Monetario Internacional, la OECE y el Banco Internacional de Reconstrucción y Fomento.

Las medidas expuestas constituyeron un cambio de orientación de la política económica del gobierno. Los problemas existentes habían sido adecuadamente diagnosticados pero los resultados obtenidos de las medidas fueron bastante limitados al carecer de la profundidad  y coordinación necesaria. El antecedente directo del Plan fue un informe de la OECE de 1959 sobre la situación económica en España que contendría las pautas principales del posterior plan.

## El Plan

### Elaboración

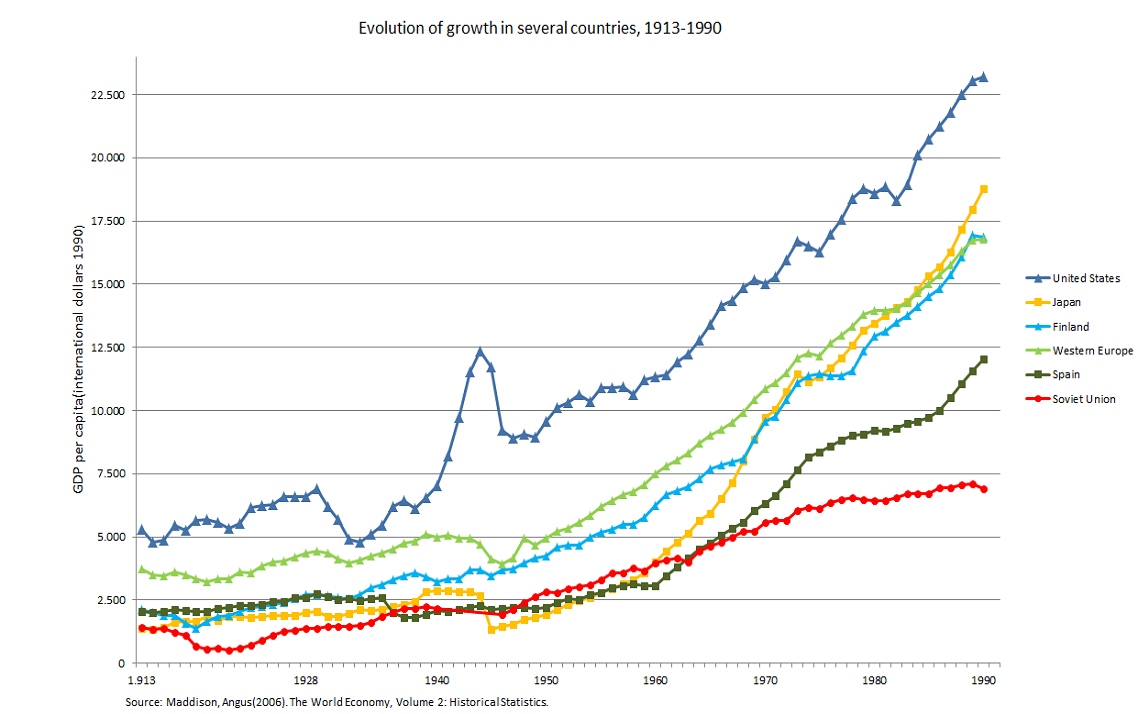
Evolución del PIB per cápita de España y otros países desde 1913 hasta 1990 (en inglés).

El Plan fue elaborado con la participación de los economistas Juan Sardá y Enrique Fuentes Quintana y fue aprobado por el gobierno mediante Decreto Ley, el 21 de julio de 1959 y refrendado por las Cortes el 28 de julio de 1959, tras vencer las resistencias internas de varios ministros del gobierno y del propio Franco, para los que la política de carácter autárquico tenían un carácter ideológico unido a la victoria en la Guerra Civil y al nacionalismo. Es más, sin la asfixia exterior y la sombra de la suspensión de pagos internacional, es poco probable que se hubiera abandonado este modelo autárquico, tan próximo a la ideología de un Régimen creyente en las virtudes omnímodas del Boletín Oficial del Estado, generador de una enorme pléyade de buscadores de rentas y con escaso aprecio por los mercados abiertos y con competencia. La adopción del plan se retrasó, tratando de evitar la adopción de medidas contrarias al aislamiento de la economía española.

### El contenido
El Plan marca una serie de objetivos a conseguir: estabilidad económica, equilibrio en la balanza de pagos y robustecimiento de la moneda, de modo que se convierta en una divisa estable. Se prevé la liberalización progresiva de la importación de mercancías y paralelamente, la de su comercio interior. Las medidas que tomó el plan fueron por una parte liberalizadoras y por otra una política de austeridad que se concretaron en:
- Se anuncia la convertibilidad de la peseta y la elevación del tipo de cambio con el dólar desde 42 hasta 60 pesetas, con el objetivo de dar estabilidad a la peseta. Esto fue acompañado de cuantiosos créditos del exterior de los organismos internacionales y del propio gobierno estadounidense.
- Elevación de los tipos de interés, limitación de la concesión de créditos bancarios y congelación de salarios, todo ello con el objetivo de tratar de reducir la inflación existente. Con el mismo objetivo se había cerrado en diciembre de 1958 la puerta a la pignoración automática de la deuda pública en el Banco de España, que había constituido otra de las fuentes inflacionistas.
- Fomento de la inversión extranjera con una nueva legislación sobre inversiones exteriores que permitía la participación de capitales extranjeros en empresas españolas.
- Con el objetivo de limitar el déficit público se propone una reforma fiscal que incremente la recaudación y una limitación del gasto público.

En definitiva, las medidas adoptadas en 1959 iban más allá de una simple búsqueda del equilibrio interno y externo que supone la estabilización y configuraba un plan de transformación estructural. Se trataba no sólo de restablecer los equilibrios sino, además, de abandonar el modelo de desarrollo hacia adentro y
de incorporar la economía española a los mercados internacionales, saneando la economía para poner los mimbres adecuados para un posterior crecimiento económico. Se pretende lanzar una política anuladora de obstáculos para la liberalización de la economía, que estaba controlada férreamente por un Estado autoritario, una oligarquía militar y otra oligarquía religiosa que mediante las redes clientelares y la corrupción, no supo actuar debidamente.[cita requerida]

## Resultados

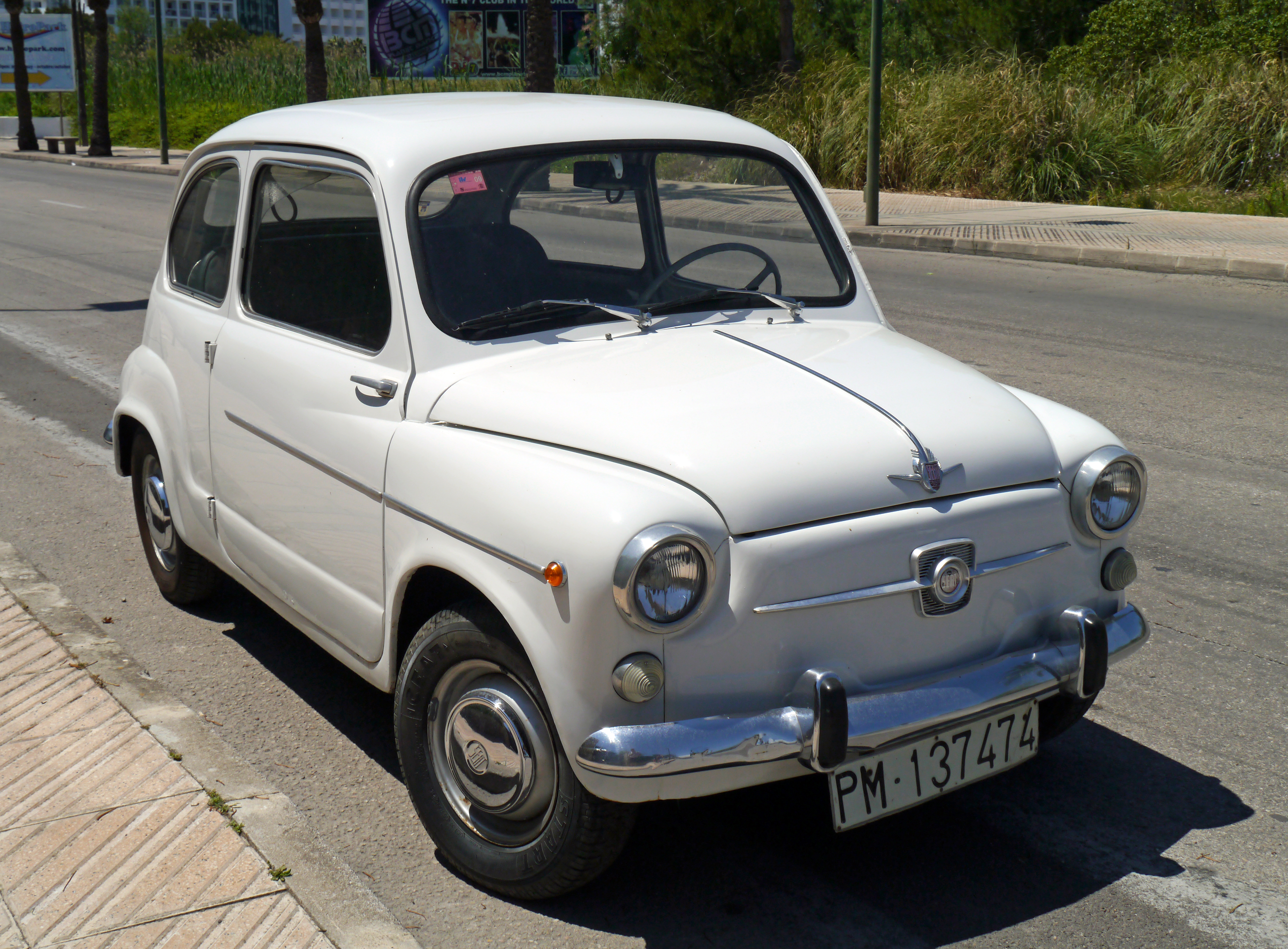
Seat 600, coche símbolo del desarrollismo en España en los años 60. El Seat 600 también fue el símbolo de la nueva sociedad de consumo de masas y el llamado Milagro económico español (1959-1973).

Los efectos estabilizadores se dejaron notar a muy corto plazo, tanto en el interior como en el equilibrio exterior:
- En 1959 se produjo un superávit de la balanza de pagos de 81 millones de dólares.
- Las reservas de divisas del Banco de España se incrementaron. La suma de reservas exteriores y créditos a corto plazo del Estado pasó de presentar un valor negativo cercano a los 2 millones de dólares en junio de 1959 a un saldo positivo cercano a los 500 millones en diciembre de 1960.
- La inflación se redujo desde el 12,6 por ciento en 1958 hasta el 2,4 por ciento en 1960.
- Incremento de la inversión exterior en España y del turismo.
- Mejoran las condiciones de competencia en el país y la incorporación de tecnologías.

Pero la estabilización, como todos los procesos de este tipo, también supuso en el corto plazo, un notable freno de la producción española durante la segunda mitad de 1959 y principios de 1960, con congelaciones salariales y fuertes descensos del consumo y la inversión y el consiguiente aumento del paro. Todos estos hechos provocaron un fenómeno de capital importancia en la época, el incremento de la emigración española básicamente hacia Europa en busca de empleo. En este sentido señala Tamames en su obra Introducción a la economía española que: "Sin la espita de la emigración, el paro se habría elevado a cifras muy importantes, las remesas de emigrantes no habrían alcanzado tan altos valores y tal vez se habría producido un retroceso en las medidas estabilizadoras".
Mientras que las medidas estabilizadoras tuvieron un éxito bastante temprano, las medidas liberalizadoras tendentes a proyectar sus efectos a más largo plazo, no llegaron a aplicarse.  Estas reformas fueron perdiendo vigor a medida que los desequilibrios exteriores se iban corrigiendo y permitió que se continuase con una economía de carácter corporativo, con mercados de escasa competencia.
Fue en esta época en la que se sustituyen los inputs; las fuentes de energía tradicionales como el carbón serán sustituidas por las modernas, petróleo o electricidad, los materiales sintéticos por plásticos. Igualmente, hay un incremento tecnológico en química, metal y maquinaria.
Consecuencia de este plan, en los años sesenta se incrementó fuertemente el crecimiento de la economía española, el más alto vivido hasta entonces (el conocido como Milagro económico español, que duraría hasta la crisis del petróleo de 1973). Sin embargo, a lo largo de esta misma década se produjo un nuevo viraje hacia posiciones proteccionistas e intervencionistas, por razones políticas y económicas, que favorecieron a las grandes corporaciones españolas, dominadas por la banca, que impidieron la consolidación de un sistema competitivo y que dejó una pesada herencia económica que dificultaría la modernización de la economía española durante el proceso de transición democrática.